# The Butterfly Man
Pour plus de détails, voir Fiche technique et Distribution.
The Butterfly Man est un film américain réalisé par Ida May Park et Louis Gasnier, sorti en 1920.

## Synopsis
Sedgewick Blynn est un séducteur sans le sou, déterminé à épouser une femme riche. Un soir, il sauve un enfant d'un incendie et est considéré comme un héros. Bessie Morgan, une héritière charmée par son héroïsme, promet de l'épouser, mais à la dernière minute, son père l'interdit. Peu après, Blynn reçoit un télégramme l'informant de la mort de sa mère, et il se rend compte qu'il a gâché sa vie.

## Fiche technique
- Titre original : The Butterfly Man
- Réalisation : Ida May Park[1], Louis J. Gasnier[2]
- Scénario : Ida May Park, d'après le roman The Butterfly Man de George Barr McCutcheon
- Direction artistique : Milton Menasco (en)
- Photographie : Joseph A. Du Bray
- Production : Louis J. Gasnier
- Société de production : L. J. Gasnier Productions
- Société de distribution : Robertson-Cole Distributing Corporation
- Pays de production :  États-Unis
- Langue originale : anglais
- Format : noir et blanc — 35 mm — 1,37:1 — Film muet
- Genre : drame
- Durée : 60 minutes - 6 bobines
- Date de sortie :
  - États-Unis : 18 avril 1920
- Licence : domaine public

## Distribution
- Lew Cody : Sedgewick Blynn
- Louise Lovely : Bessie Morgan
- Lila Leslie : Mme Trend
- Rosemary Theby : Mme Fielding
- Martha Mattox : Anna Blynn
- Mary Land : Martha Blynn
- Alberta Lee : Mme Blynn
- Augustus Phillips : M. Trend
- Alec B. Francis : James Bachelor
- Andrew Robson : John D. Morgan